# Површинска експлоатација
Површинска експлоатација  обухвата Површинско откопавање, отворени коп и маунтнтоп ремувал. То је широка категорија рударства у којој се уклања земљиште изнад минералне сировине тј. врши се укалањање јаловине како би се дошло до рудног тела. Овај тип екслоатације отпочиње са применом средином 16. века, али због своје практичности он постаје један од најдоминантнијих начина експлоатације на свету (примера ради у САД највећи проценат рудника је површински).
Овај облик рударсва користи неке од највећих машина на свету као што су дампер, ротони багер, багер дреглајн.

## Поврсинско откопавање
Површинско откопавање представља откалњање јаловине у тракама. Најчешће се користи за откопавање угљева. Ова врста експлатације се примењује само када се рудно тело налази близу површине. Постоје две облсти стрип откопавања. Први је област стрипинга која се користи код равних терена, а други је контурни стрипинг који се користи у брдовитим пределима где је потребно пратити контуре терена како би се дошло до руде. Контурни стрипинг најчешће се отвара у облику тераса у страни брда или планине.

## Поврсинска експлоатација
То је облик рударства који користи експлозиве за отклањање врхова. Јаловина се одлаже уз помоћ дампера у околна удубљења која се попуњавају. Овакав облик рударства подразумева отклањање масивних количина јаловине како би се дошло до рудног тела које се може налазити и на 120 метара испод површине. Ово је веома интрузивна метода и у потпунсти може пореметити топографију и рељеф терена, због тога ова метода данас нема велику примену. И ако се данас не примењује толико, присталице ове методе тврде да се по завршетку експлоатације добија потпуно раван терен погодан за разне актвности. Такође, коришћење експлозива омогућава да се прашина и лабави камен рашире на много већем подручју као и минералне материје од којих неке могу бити опасне по животну средину и здравље људи.

## Дреџинг
Дреџинг је метода које се често користи за вађење руда које се налазе испод воде. Ова метода превасходно служи за чишћење и проширивање речних токова за чамце, веома је погодна за извлачење минералне сировине превасходно због брзине и малих трошкова одржавања.

## Утицај на животну средину
Површинска експлотација нарушава рељеф, топографију терена, самим тим је погођен и биљни и животињски свет, клима, вода и само здравље људи у околини копа. Такође, појава отпадних вода, отровних гасова, као и токсичних хемикалија које настају као продукт прераде неких минералних сировина.